# Tumanisvili Színház
Tbiliszi Miheil Tumanisvili Filmszínészek Színháza, (grúzul: თბილისის მიხეილ თუმანიშვილის სახელობის კინომსახიობთა თეატრი) grúz színház Tbilisziben. Miheil Tumanisvili 1978-ban alapította kísérleti színház-stúdióként (színházi műhelyként). Tbilisziben az  Davit Aghmashenebeli Avenue (Davit Agmasenebeli sugárút) 164. szám alatt található.

## Története
1975-ben Miheil Tumanisvili tanítványaival és munkatársaival új színházi társulatot hozott létre, amely azonnal felkeltette a közvélemény figyelmét. Hamarosan a Grúzia Filmstúdió vezetőségének kezdeményezésére a társulat a régi filmstúdió területén kapott színpadot. Így alakult meg az új grúz színház, amely később a Filmszínészek Színháza nevet kapta. A színház megalakulása óta fontos helyet foglal el a grúz színházi világban, és nemzetközi elismerést is szerzett. Fennállása során a színház fellépett európai, amerikai és ausztrál fesztiválokon, ahol számos jelölést kapott. Figyelemre méltó, hogy Edinburghban Miheil Tumanisvili „Don Juan” című darabja szerepelt a legjobb tízben. Tumanisvili „Bakula disznói” és a „Szentivánéji álom” című alkotásai is nemzetközi elismerést vívtak ki.
Miheil Tumanisvili 1996-ban halt meg, és a színházat róla nevezték el. A színházban továbbra is főként Mikheil Tumanishvili tanítványai dolgoznak, akik igyekeznek megőrizni a színház legjobb hagyományait, ugyanakkor nem riadnak vissza a merész kísérletezéstől sem. A Tumanisvili Színházhoz számos kísérleti előadás kapcsolódik. 2015-ben egy kis színpad nyílt a Tumanisvili Színházban egy kísérleti előadással ("Tiszta Ház").

## Színhely

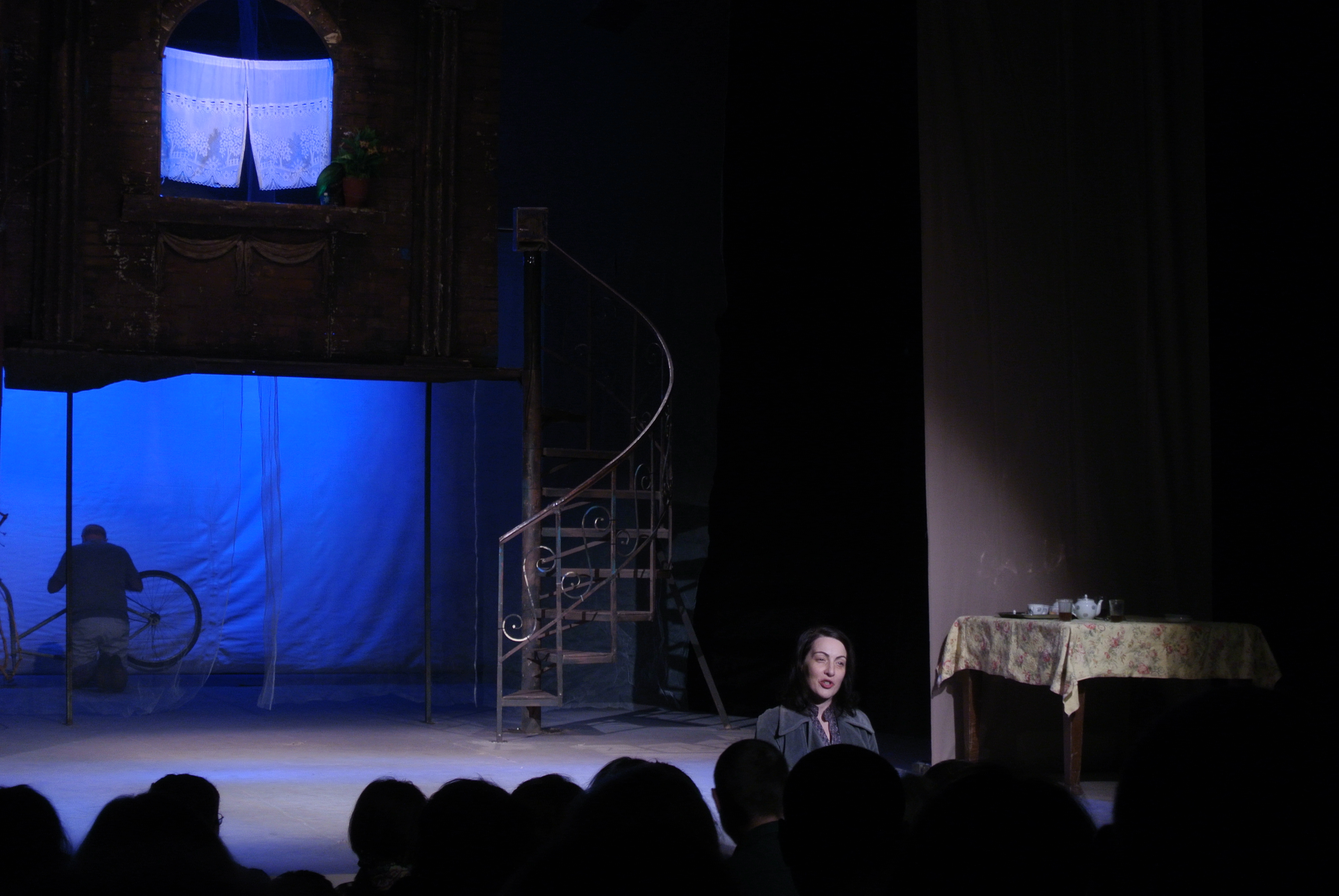
A színész közvetlen kapcsolata a közönséggel a Tumanisvili Színházban
Fotó: Zviad Avaliani

A Tumanisvili Színház színpada kissé sajátos, és Shakespeare-színpadhoz hasonlít. A színpadnak nincs függönye nincs  a kulisszák mögött,takarás és színészek közvetlen, szoros kapcsolatban állnak a közönséggel. A Tumanisvili Színház színpadának háttere figyelemre méltó, hiszen a színház egyik hívókártyája lett. 1992-ben a nehéz gazdasági helyzet miatt a színház nem talált pénzt dekorációra, ezért Gogi Alekszi-Meszhisvili művész  fehérre festette a színpad mögötti téglafalat, és ráfestette az előadás díszletét. Azóta a Tumanisvili Színház falfestménye változatlan.